# Marina Zjirova
Marina Serafimova Zjirova (ryska: Марина Серафимовна Жирова), född den 6 juni 1963 i Jegorjevsk, Ryssland, är en sovjetisk friidrottare inom kortdistanslöpning.
Hon tog OS-brons på 4 x 100 meter vid friidrottstävlingarna 1988 i Seoul. 